# ISAAR (CPF)
A ISAAR (CPF) (Norma Internacional de Registo de Autoridade Arquivística para Pessoas Colectivas, Pessoas Singulares e Famílias) foi elaborada pelo Conselho Internacional de Arquivos (CIA).
A primeira edição foi desenvolvida entre 1993 e 1995 e publicada em 1996. A actual segunda edição de 2004 contém uma secção descrevendo o modo como os registos de autoridade arquivística se podem ligar à documentação de arquivo e a outros recursos, incluindo as descrições arquivísticas segundo a norma ISAD(G).

## Versões
- 1993-1995 Desenvolvimento da primeira versão, pela Comissão Ad Hoc do Conselho Internacional de Arquivos.
- 1996 Primeira versão
- 2000-2004 Revisão da ISAAR (CPF), com a publicação da segunda versão em Agosto de 2004.